# NGC 3427
NGC 3427 este o galaxie LINER situată în constelația Leul. A fost descoperită în 1877 de către Ernst Wilhelm Tempel. Se află la o distanță de 94,47 de megaparseci de Pământ.